# Hôtel de préfecture de la Manche

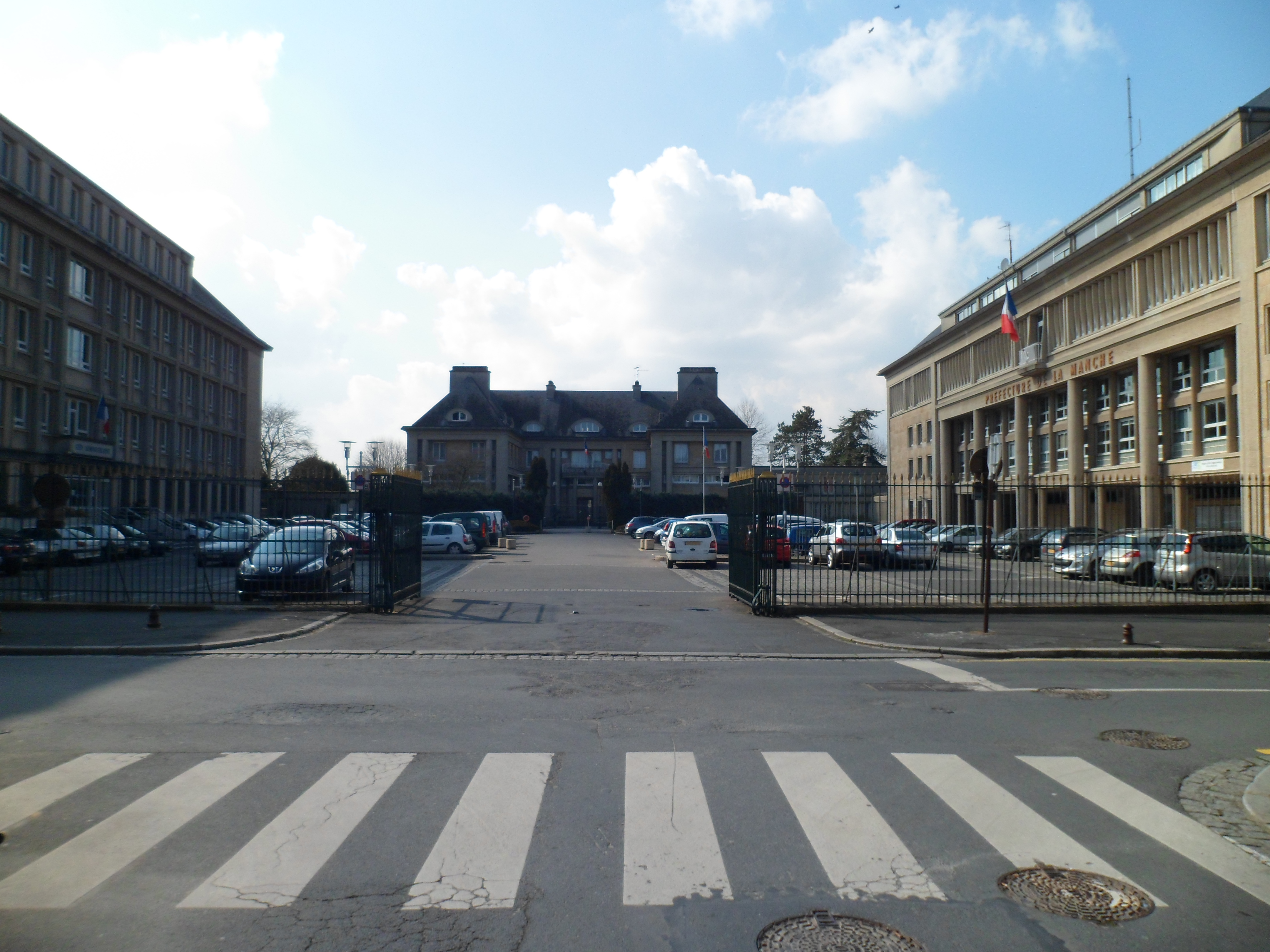
L'ensemble préfectoral

L'hôtel de préfecture de la Manche est un bâtiment situé à Saint-Lô, en France. Il sert de préfecture au département de la Manche.

## Localisation
La préfecture de la Manche se situe dans le quartier de l'enclos à l'intérieur des remparts. La place de la préfecture est bordée par l'hôtel de préfecture, les services administratifs (ancien hôtel du conseil général) et la cité administrative.

## Historique

### L'ancien palais épiscopal
Avant la Seconde Guerre mondiale, la préfecture de la Manche était située à Saint-Lô, entre l'église Notre-Dame et le palais de justice (soit aujourd'hui le secteur de la rue du Belle). Il s'agissait alors d'un bel hôtel particulier de style néo-classique.
Détruite à 95 % lors des bombardements des 6 et 7 juin 1944 opérés par l' US Air Force, la préfecture de la Manche devient itinérante : après Baudre et Lengronne, elle s'installe à Coutances, dans les locaux de l'école normale. Le général de Gaulle, chef du gouvernement provisoire de la République française, confirme, lors de sa visite à Saint-Lô le 10 juin 1945, que cet emménagement est temporaire.

### Depuis la réfection
La reconstruction des bureaux de la préfecture et de l'hôtel du préfet est décidée et s'inscrit dans le projet d'urbanisme et de remembrement confié dans un premier temps à l'architecte André Hilt. Pour financer ces travaux, la commission interministérielle de l'époque avait chiffré l'effort à 160 millions de francs sur trois ans.
Décédé accidentellement en 1946, André Hilt est remplacé par Marcel Mersier qui travaillera avec André Clermont (architecte du palais de justice de Coutances) et surtout Louis Arretche. En 1947, un premier projet de nouvelle cité administrative est soumis aux élus : mais ses bâtiments épurés, couverts de toits terrasses, sont jugés trop « avant-gardistes ». Les plans sont retravaillés, réintégrant colonnes, corniches, et autres toitures à quatre pans en ardoise. La première pierre est posée le 18 juillet 1948 par Jules Moch, ministre de l’Intérieur .
Cinq ans plus tard, le 27 septembre 1953, la préfecture de la Manche est inaugurée sous la présidence effective de Léon Martinaud-Deplat, ministre de l'Intérieur, accompagné de Roger Houdet, ministre de l'Agriculture, d'André Cornu, secrétaire d'État aux Beaux-Arts et d'Henri Larrieu, préfet de la Manche.
L'ensemble préfectoral comprenant l'hôtel du préfet avec son mur de clôture et sa galerie de jonction, ainsi que les façades et les toitures du pavillon du secrétaire général et du bâtiment des services administratifs est inscrit au titre des monuments historiques par arrêté du 6 décembre 2019.

## Architecture
L’hôtel du Préfet ferme l'axe longitudinal de la ville. Deux ailes massives lui sont adjointes pour accueillir les services de l’État.
Sa façade classique, en granite, est symétrique, ornée de colonnes, bandeaux et corniches. Les lucarnes et les frontons sont curvilignes et vitrés. Les ailes comportent un double ordre de colonnes tronconiques, inspiré par Auguste Perret . 
L'hôtel du Préfet reçoit un mobilier « Art Déco » tardif, « style 40 », créé par Paul Vera (1882-1957). Le grand salon est doté d'un lustre de Murano. La salle à manger est aménagée dans un style fonctionnel aux lignes épurées. Le miroir, signé Robert Pansart (1908-1973), également « style 40 », est en verre églomisé, c'est-à-dire où une fine feuille d’or ou d’argent est fixée sous le verre, tandis que le dessin à la pointe sèche est maintenu par une deuxième couche ou une plaque de verre. La chambre dite du ministre, qui a été prévue comme telle afin d'héberger  un ministre souhaitant passer une nuit à Saint-Lô lors d'une visite officielle, est également « Art déco » .